# Анрі Жиро
Анрі Оноре Жиро (фр. Henri Honoré Giraud; 18 січня 1879, Париж — 13 березня 1949, Діжон) — французький воєначальник, армійський генерал, учасник двох світових воєн.

## Біографія
У 1900 році закінчив військове училище Сен-Сір, після чого був спрямований до Північної Африки, де служив в 4-й полку зуавів.
Учасник Першої світової війни, бився на Півночі Франції, капітан зуавів. 30 серпня 1914 полонений німцями в битві при Сен-Кантені, але через два місяці зміг втекти зі шпиталю в Ориньї-Сент-Бенуат, де перебував на лікуванні від викликаного пораненням плевриту, і разом з іншим французьким офіцером, через Нідерланди повернутися до Франції.
Далі служив у Гаазі під керівництвом французького військового аташе полковника д'Еспере. Спрямований з місією в Англію, звідки повертається на крейсері зі своїм другом з розвідки капітаном Валльнером, а також з главою МЗС Делькасе і російським міністром фінансів Петром Барком.
Потім Жиро перейшов у штаб 5-ї армії до д'Еспере, який досяг генеральського звання. Повернувшись на фронт, він у 1917 році брав участь у битві при Шмен-де-Дам і захопленні форту Мальмезон. У 1918 році призначений в штаб генерала Франше д'Еспере в Константинополі.
У 1922—1926 роках служив у Північній Африці, брав участь у придушенні повстання в Марокко; командир 17-го Алжирського полку. У 1927—1930 роках — інструктор Вищої військової школи. З 16 березня 1932 року — Великий офіцер ордена Почесного легіону. З 18 квітня 1934 року — командир району «Оран» у Північній Африці. З 11 квітня 1936 року — командувач військами 6-го військового округу і військовий губернатор Страсбурга. З 3 червня 1939 — член Вищої військової ради. З 1939 року — командувач Армією резерву.
Після початку Другої світової війни, 2 вересня 1939 року Жиро був призначений командувачем 7-ю армією, до завдань якої входило надання допомоги Нідерландам. 10 травня 1940 року Жиро почав стрімкий наступ, захопивши кілька островів, що контролювали гирло Шельди, проте прорив німцями французької оборони змусив його розпочати відступ. Жиро зумів зберегти керівництво військами та відвів армію у повному порядку, після чого очолив угруповання, куди увійшли вцілілі частини 9-ї і 6-ї армій. Він відмовився евакуюватися з Франції і чинив опір переважаючим силам противника до останньої можливості.

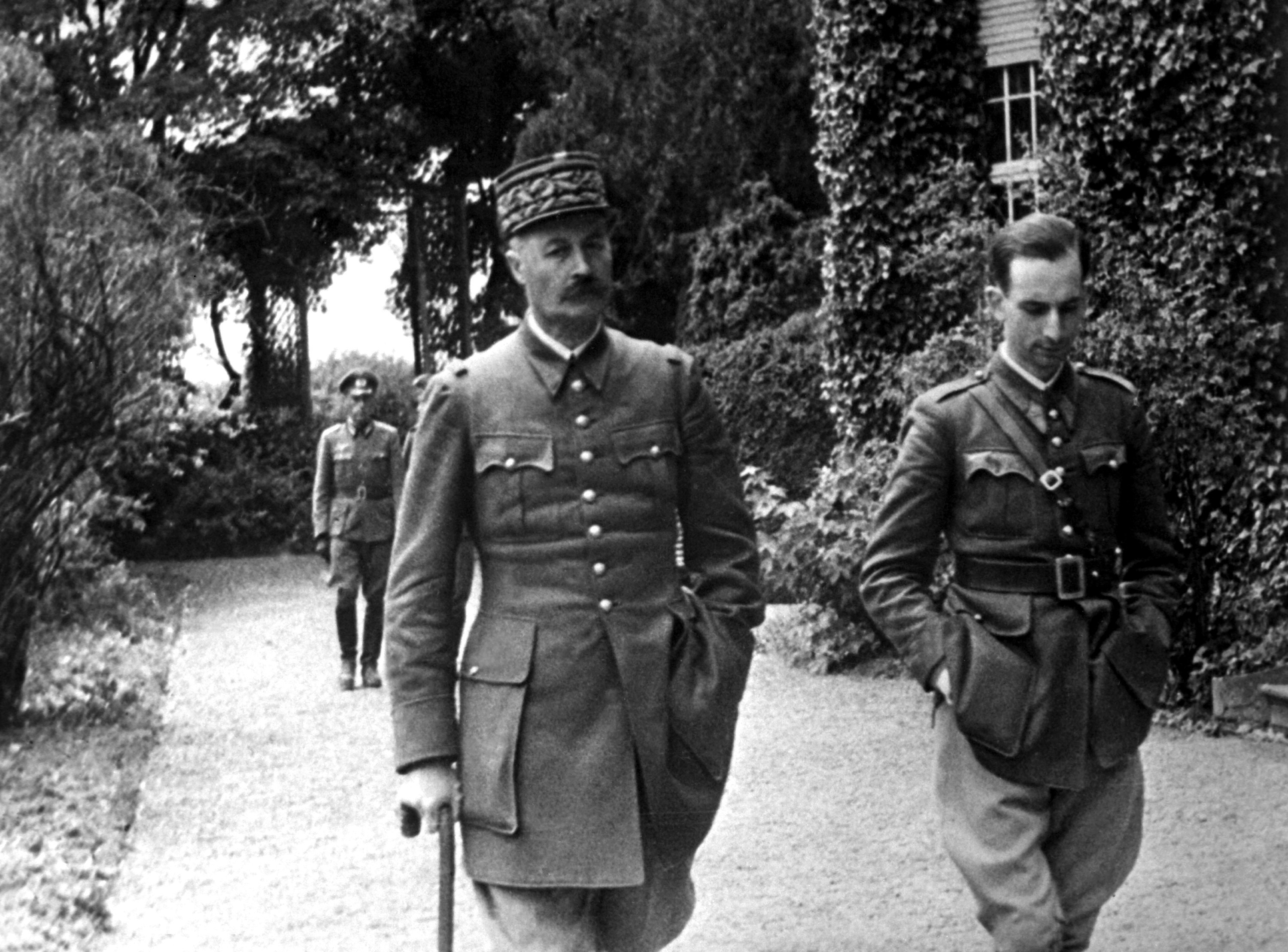
Полонений генерал Жиро на щоденній прогулянці (дата невідома).

19 травня 1940 року капітулював у Васіньї. Був переміщений до фортеці Кенігштайн, табір для французьких військовополонених вищих офіцерів, звідки втік 17 квітня 1942 до «Вільної зони». Маршал Петен прийняв Жиро як особистого гостя, але наполегливо попросив його повернутися до Німеччини, оскільки побоювався загострення стосунків із Гітлером. Жиро погодився, але висунув умову — звільнення півмільйона французьких військовополонених, які ще з літа 1940 року перебували у полоні.
Водночас Жиро став таємно вести переговори з англо-американським командуванням, аби очолити вторгнення до Марокко та Алжиру.

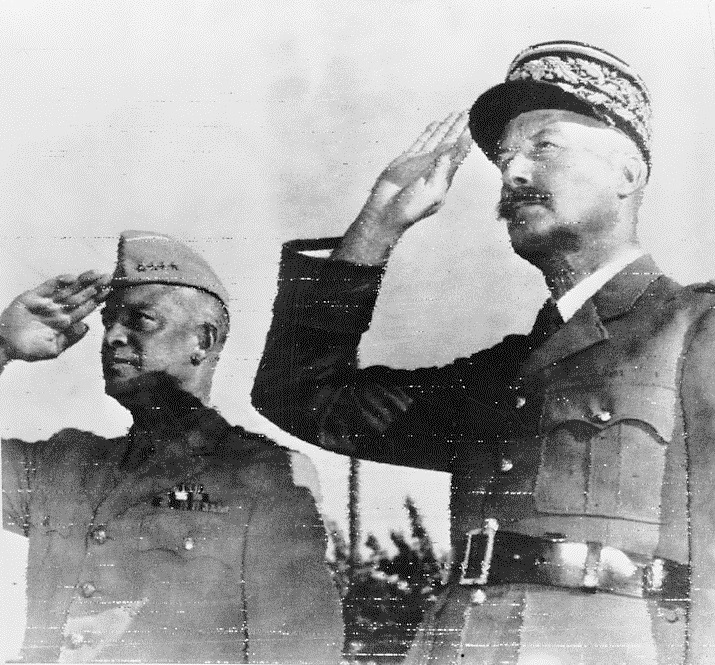
Головнокомандувач військами Союзників у Північній Африці генерал Ейзенхауер та командувач французькою Африканською армією генерал Жиро віддають честь прапорам двох націй у штаб-квартирі Союзних військ в Алжирі (1943).

7 листопада 1942, за кілька днів до початку операції «Смолоскип», Жиро на підводному човні «Сераф» був таємно доставлений з Франції в Гібралтар. В результаті цієї операції він став командувачем французьких військ у Північній Африці. Після вбивства Дарлана 27 грудня 1942 Жиро обійняв посаду Верховного комісара Французької Північної і Західної Африки.
Жиро був основним суперником Шарля де Голля у боротьбі за керівну роль у французькому уряді у вигнанні. Після створення 3 червня 1943 року ФКНВ, Жиро і де Голль стали його співголовами. 22 червня Жиро також став головнокомандувачем військ ФКНВ у Північній Африці та Французькій Екваторіальній Африці, а з 4 серпня 1943 року — головнокомандувачем усіма військами ФКНВ.
19 листопада 1943 року Жиро пішов у відставку з поста співголови ФКНВ, а 4 квітня 1944 року перестав бути головнокомандувачем військами ФКНВ, отримавши почесний пост генерал-інспектора французької армії. 28 серпня 1944 в Алжирі на нього було скоєно замах. З 1944 Жиро був віце-головою Вищої військової ради, до складу якого входив до 11 березня 1949 року. 2 червня 1946 року Жиро був обраний від Республіканської партії свободи до Конституційної асамблеї.
Написав мемуари «Без застережень» (1946) та «Алжир 1942—1944» (1949).

## Сім'я
10 жовтня 1908 Анрі Жиро одружився з Селен Лаперотт (1889—1976), у цьому шлюбі в них народилося вісім дітей.
Під час Другої світової війни та після висадки у Північній Африці, сім'я генерала Жиро, що залишилася у Франції, перебувала під наглядом поліції Віші. Після висадки на Корсиці 18 членів його сім'ї, у тому числі онуки грудного віку, були у жовтні 1943 року заарештовані гестапо та вивезені до Німеччини. Старшу дочку генерала, захоплену в Тунісі, також вивезли до Німеччини разом з дітьми; вона померла в Тюрінгії через відсутність медичного догляду.
Генерал Жиро також є дідом сучасного французького історика та журналіста Анрі-Крістіана Жиро.